# ناثانيل بي. بيكر
ناثانيل بي. بيكر (بالإنجليزية: Nathaniel B. Baker) هو محامي وضابط وصحفي وسياسي أمريكي، ولد في 29 سبتمبر 1818 بهنيكر في الولايات المتحدة، وتوفي في 11 سبتمبر 1876 في نفس البلد. حزبياً، نشط في New Hampshire Democratic Party ‏ والحزب الجمهوري والحزب الديمقراطي. وقد انتخب عضو مجلس نواب ولاية ايوا وانتخب حاكم نيو هامبشاير ‏.